# Gahard
Gahard est une commune française située dans le département d'Ille-et-Vilaine, en région Bretagne, peuplée de 1 523 habitants.

## Géographie
Du point de vue de la richesse de la flore, Gahard fait partie des communes du département possédant dans leurs différents biotopes un nombre important de taxons, soit 442 pour une moyenne communale de 348 taxons et un total départemental de 1 373 taxons (118 familles). Plus que ce nombre, il faut considérer 31 taxons à forte valeur patrimoniale (total de 207) ; 9 taxons protégés et 28 appartenant à la liste rouge du Massif armoricain (total départemental de 237).

### Communes limitrophes

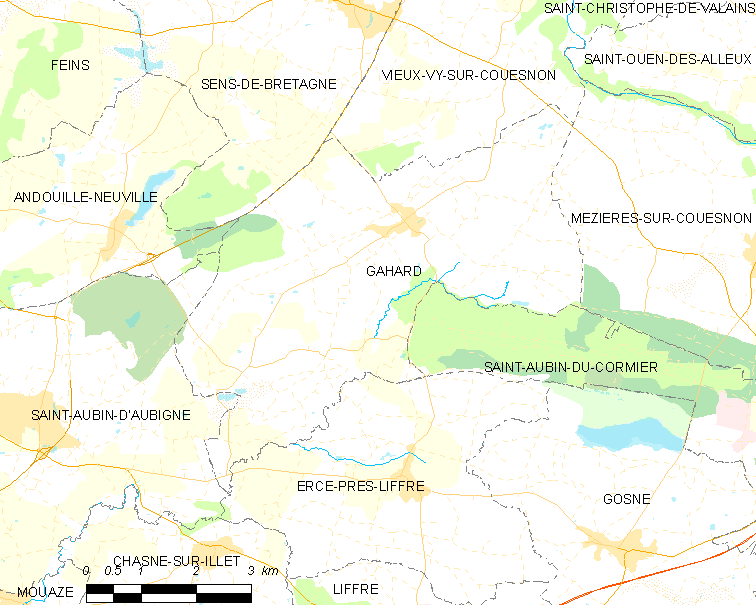
Carte de la commune.

| Sens-de-Bretagne, Andouillé-Neuville | Vieux-Vy-sur-Couesnon |                        |
| Saint-Aubin-d'Aubigné                | Gahard                | Mézières-sur-Couesnon  |
|                                      | Ercé-près-Liffré      | Saint-Aubin-du-Cormier |

### Hydrographie
Pour un article plus général, voir Réseau hydrographique d'Ille-et-Vilaine.
La commune est située dans le bassin Loire-Bretagne. Elle est drainée par l'Illet, le Riclon, l'Aleron et le Morée,,.
L'Illet, d'une longueur de 34 km, prend sa source dans la commune de Saint-Aubin-du-Cormier et se jette  dans l'Ille à Betton, après avoir traversé neuf communes. 
Le Riclon, d'une longueur de 13 km, prend sa source dans la commune de Mézières-sur-Couesnon et se jette  dans l'Illet  à Ercé-près-Liffré, après avoir traversé quatre communes. 

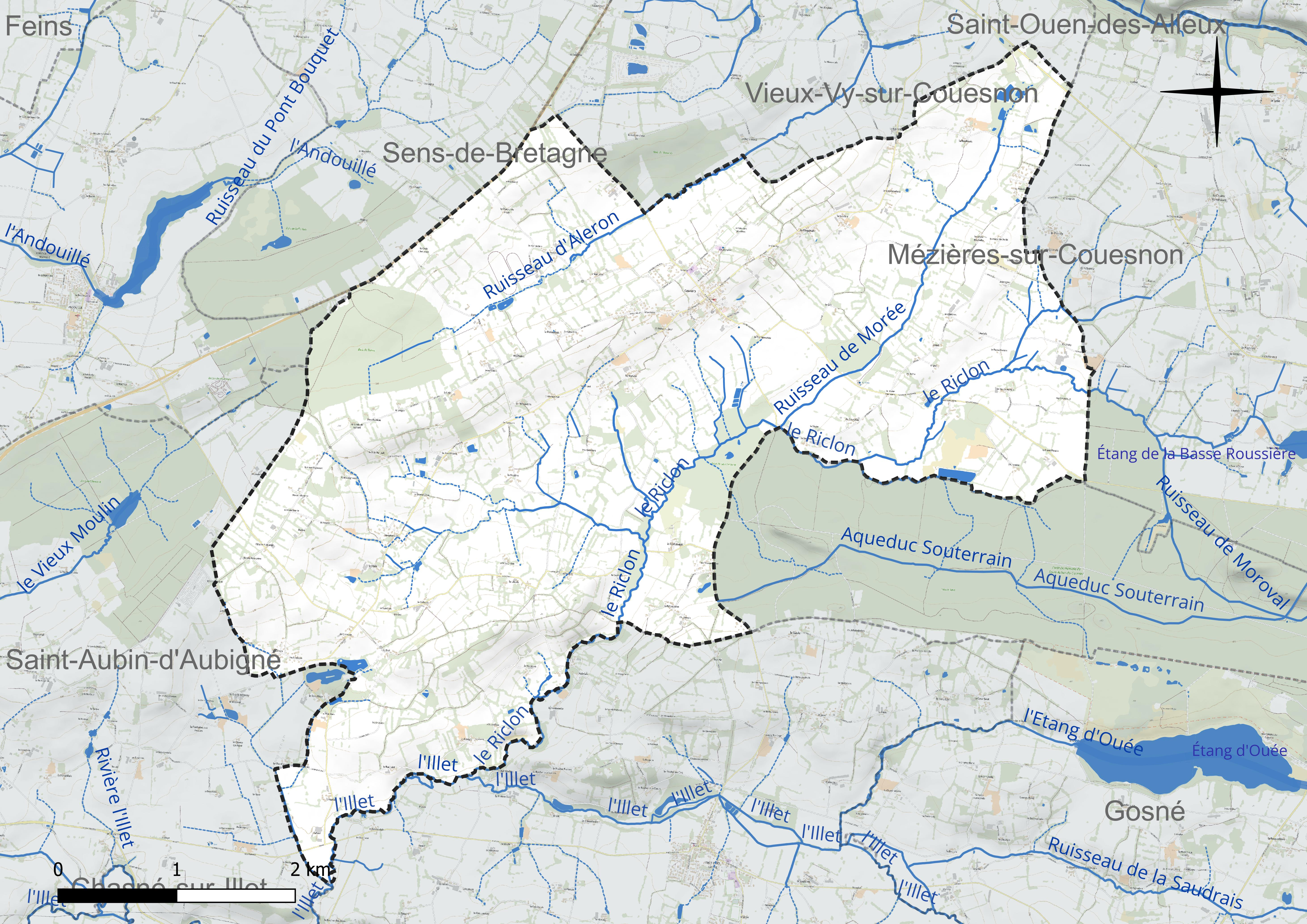
Réseau hydrographique de Gahard.

### Climat
Pour des articles plus généraux, voir Climat de la Bretagne et Climat d'Ille-et-Vilaine.
En 2010, le climat de la commune est de type climat océanique franc, selon une étude du CNRS s'appuyant sur une série de données couvrant la période 1971-2000. En 2020, Météo-France publie une typologie des climats de la France métropolitaine dans laquelle la commune est exposée à un climat océanique et est dans la région climatique  Bretagne orientale et méridionale, Pays nantais, Vendée, caractérisée par une faible pluviométrie en été et une bonne insolation. Parallèlement l'observatoire de l'environnement en Bretagne publie en 2020 un zonage climatique de la région Bretagne, s'appuyant sur des données de Météo-France de 2009. La commune est, selon ce zonage, dans la zone « Intérieur Est  », avec des hivers frais, des étés chauds et des pluies modérées.  
Pour la période 1971-2000, la température annuelle moyenne est de 11,2 °C, avec une amplitude thermique annuelle de 12,9 °C. Le cumul annuel moyen de précipitations est de 802 mm, avec 13,1 jours de précipitations en janvier et 7,4 jours en juillet. Pour la période 1991-2020, la température moyenne annuelle observée sur la station météorologique la plus proche, située sur la commune de Feins à 10 km à vol d'oiseau, est de 11,9 °C et le cumul annuel moyen de précipitations est de 816,2 mm,. Pour l'avenir, les paramètres climatiques de la commune estimés pour 2050 selon différents scénarios d'émission de gaz à effet de serre sont consultables sur un site dédié publié par Météo-France en novembre 2022.

## Urbanisme

### Typologie
Au 1er janvier 2024, Gahard est catégorisée commune rurale à habitat dispersé, selon la nouvelle grille communale de densité à sept niveaux définie par l'Insee en 2022.
Elle est située hors unité urbaine. Par ailleurs la commune fait partie de l'aire d'attraction de Rennes, dont elle est une commune de la couronne,. Cette aire, qui regroupe 183 communes, est catégorisée dans les aires de 700 000 habitants ou plus (hors Paris),.

### Occupation des sols
L'occupation des sols de la commune, telle qu'elle ressort de la base de données européenne d'occupation biophysique des sols Corine Land Cover (CLC), est marquée par l'importance des territoires agricoles (93,1 % en 2018), une proportion sensiblement équivalente à celle de 1990 (93,2 %). La répartition détaillée en 2018 est la suivante : 
zones agricoles hétérogènes (52,4 %), prairies (27,9 %), terres arables (12,7 %), forêts (5,5 %), zones urbanisées (1,4 %). L'évolution de l'occupation des sols de la commune et de ses infrastructures peut être observée sur les différentes représentations cartographiques du territoire : la carte de Cassini (XVIIIe siècle), la carte d'état-major (1820-1866) et les cartes ou photos aériennes de l'IGN pour la période actuelle (1950 à aujourd'hui).

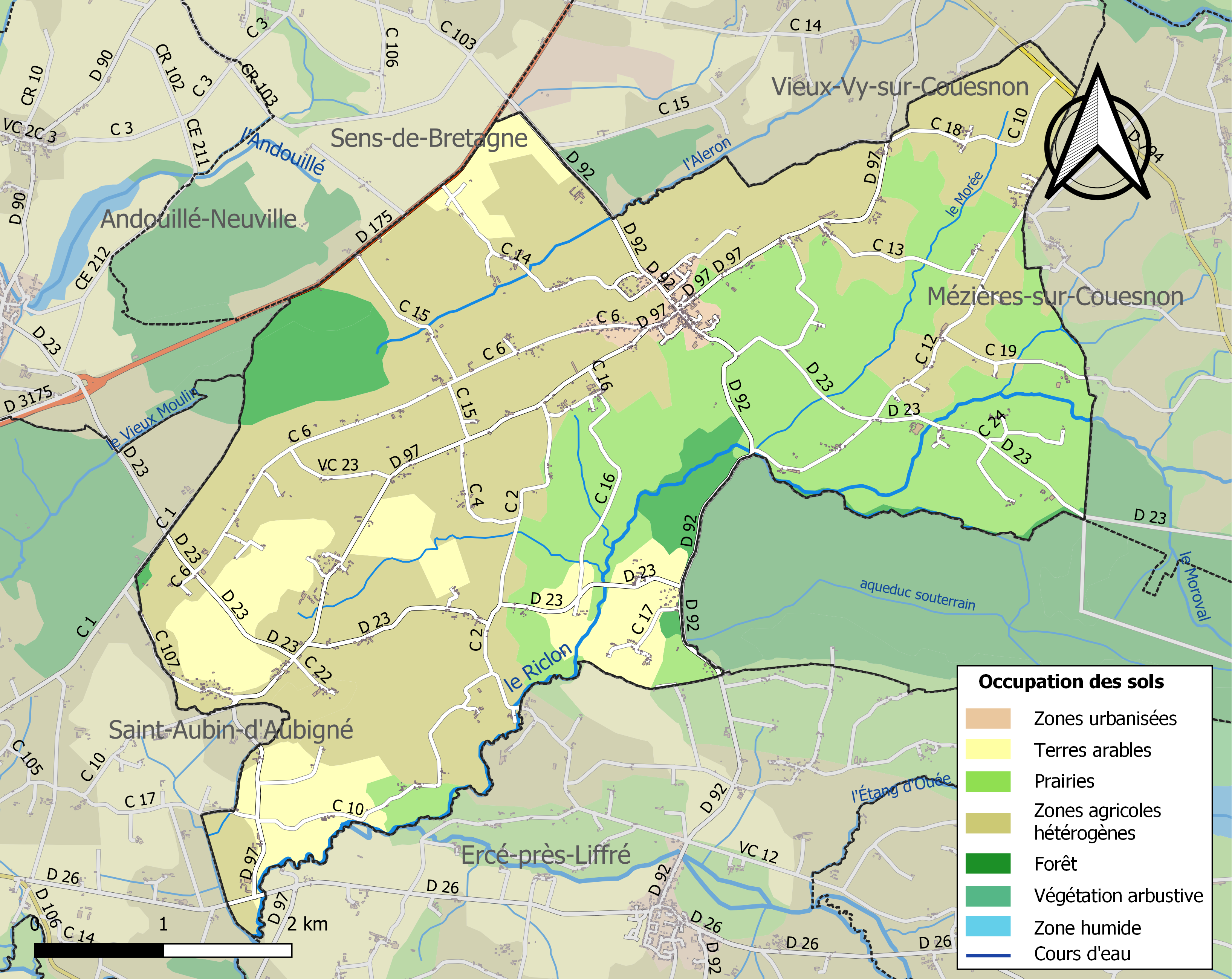
Carte des infrastructures et de l'occupation des sols de la commune en 2018 (CLC).

## Toponymie
Le nom de la localité est attesté sous les formes ecclesia de Guahardo en 1093, Guaart en 1197, Gahardeium en 1248, Gahart en 1273, Guahardum en 1516[réf. à confirmer].

## Histoire

### Moyen-Âge et Temps modernes
Très ancienne fondation bretonne, le prieuré Saint-Exupère de Gahard tombe, sans doute avant le Xe siècle entre les mains d'un seigneur laïc qui y exerce une autorité sans partage. En 1030, elle dépend d'un certain Guetehenoc qui, en accord avec son suzerain, abandonne ses droits à l'abbaye tourangelle de Marmoutier. Une communauté d'habitants originale se constitue peu à peu autour des religieux, jouissant de nombreux privilèges ainsi que d'une quasi indépendance spirituelle et temporelle.
Le préfet de Bretagne Pierre Mauclerc (1213-1237) se reconnaît lui-même incapable de lever des hommes sur ce territoire, mais, au XIVe siècle, Jean V, mécontent de l'attitude des moines envers sa personne, saccage et détruit leur sanctuaire. Cependant, jusqu'à la fin de l'Ancien Régime et à l'exception de quelques restrictions mineures, la paroisse demeure une enclave autonome dans le diocèse, ne relevant que de Rome et n'ayant d'autre seigneur que le prieur. Cette situation exceptionnelle, renforcée par la proximité du grand chemin allant de Rennes à Avranches (Manche), favorise son développement économique.
Quatre foires annuelles témoignent de sa prospérité même si la mise en commande du prieuré provoque un évident déclin du bourg.

### Révolution française
En 1778, Mathurin Perrussel (1743-1793) devient notaire et procureur de la juridiction séculière de Gahard. Il acquiert avant sa mort le prieuré de Gahard vendu comme bien national. Son fils aîné Mathurin Anne Perrussel, né en 1767 à Gahard, s'engagea en 1793 dans le Bataillon des volontaires d'Ille-et-Vilaine pour lutter contre l'invasion autrichienne et prussienne ; en octobre 1793, alors qu'il est maire de Gahard, il commande les 500 gardes nationaux (son quartier général est au prieuré de Gahard) qui arrêtent la marche des Vendéens sur Rennes lors de la bataille de Romazy. Il réintègre la magistrature en l'an X, avant d'être révoqué en 1816 ; il meurt en 1828.
Pendant la Révolution française, la nouvelle commune se déclare fermement en faveur de la république. Un chêne de la liberté est planté dans l'enceinte du prieuré.

### LeXIXesiècle
Mathurin Ange Perrussel (fils de Mathurin Anne Perrussel), né en 1794 au manoir de la Chellerays, fit une carrière judiciaire comme avocat, puis juge, et fut maire de Gahard en 1852 ; il meurt en 1864 au prieuré de Gahard. Deux de ses fils, Alfred Ange Perrussel (1821-1905) et Jules Urbain Perrussel (1823-1915) firent aussi carrière dans la magistrature, de même que les deux fils de ce dernier, Hervé Georges Perrussel, né en 1860, et Jules Louis Perrussel (1858-1940).
Un autre chêne de la liberté est inauguré en 1848 sur la place de La Rosière, afin de saluer la proclamation de la IIe République. Le terrain sur lequel il est planté est borné en 1900, et un drapeau est installé sur les lieux en 1948.
Jean Robert, instituteur à Gahard, sorti de l'École normale de Rennes en 1842, donna régulièrement le dimanche des conférences d'agriculture aux agriculteurs de sa commune. Il s'agit, d'après le "Journal d'agriculture pratique" du 2 mai 1856 d'« enlever au cabaret grand nombre de bons cultivateurs ».
À la fin du XIXe siècle, le maire Jean Morin met en œuvre sa politique en matière d'adduction d'eau, dont témoigne le lavoir situé dans la rue qui porte son nom.

## Politique et administration

### Liste des maires
| Période                                  | Période   | Identité          | Étiquette | Qualité                                                                                          |
| ---------------------------------------- | --------- | ----------------- | --------- | ------------------------------------------------------------------------------------------------ |
| Les données manquantes sont à compléter. |           |                   |           |                                                                                                  |
| 1861                                     | 1873      | Eugène Courtois   |           | Avocat                                                                                           |
| Les données manquantes sont à compléter. |           |                   |           |                                                                                                  |
| mars 1977                                | mars 1983 | Maurice Baslé     |           | Retraité                                                                                         |
| mars 1983                                | mars 2001 | Louis Genouel     | DVD       | Agriculteur, maire honoraire Conseiller général du canton de Saint-Aubin-d'Aubigné (1992 → 1998) |
| mars 2001                                | mars 2014 | Frédéric Bodin    | DVG       | Professeur des écoles                                                                            |
| mars 2014                                | En cours  | Isabelle Lavastre | DVG       | Commerçante                                                                                      |
| Les données manquantes sont à compléter. |           |                   |           |                                                                                                  |

### Jumelages
Avec les dix-huit autres communes de la communauté de communes du Val d'Ille-Aubigné, Gahard est jumelée avec :
- Chedzoy (Royaume-Uni) depuis 2003
- Middlezoy (Royaume-Uni) depuis 2003
- Westonzoyland (Royaume-Uni) depuis 2003

## Démographie
L'évolution du nombre d'habitants est connue à travers les recensements de la population effectués dans la commune depuis 1793. Pour les communes de moins de 10 000 habitants, une enquête de recensement portant sur toute la population est réalisée tous les cinq ans, les populations de référence des années intermédiaires étant quant à elles estimées par interpolation ou extrapolation. Pour la commune, le premier recensement exhaustif entrant dans le cadre du nouveau dispositif a été réalisé en 2006.
En 2022, la commune comptait 1 523 habitants, en évolution de +4,96 % par rapport à 2016 (Ille-et-Vilaine : +5,46 %, France hors Mayotte : +2,11 %).
| 1793  | 1800  | 1806  | 1821  | 1831  | 1836  | 1841  | 1846  | 1851  |
| ----- | ----- | ----- | ----- | ----- | ----- | ----- | ----- | ----- |
| 1 300 | 1 122 | 1 295 | 1 468 | 1 438 | 1 335 | 1 414 | 1 494 | 1 618 |

| 1856  | 1861  | 1866  | 1872  | 1876  | 1881  | 1886  | 1891  | 1896  |
| ----- | ----- | ----- | ----- | ----- | ----- | ----- | ----- | ----- |
| 1 613 | 1 663 | 1 735 | 1 783 | 1 808 | 1 760 | 1 809 | 1 796 | 1 814 |

| 1901  | 1906  | 1911  | 1921  | 1926  | 1931  | 1936  | 1946  | 1954  |
| ----- | ----- | ----- | ----- | ----- | ----- | ----- | ----- | ----- |
| 1 705 | 1 578 | 1 517 | 1 302 | 1 270 | 1 207 | 1 157 | 1 085 | 1 061 |

| 1962 | 1968 | 1975 | 1982 | 1990 | 1999 | 2006  | 2011  | 2016  |
| ---- | ---- | ---- | ---- | ---- | ---- | ----- | ----- | ----- |
| 993  | 865  | 792  | 813  | 890  | 920  | 1 144 | 1 315 | 1 451 |

| 2021  | 2022  | - | - | - | - | - | - | - |
| ----- | ----- | - | - | - | - | - | - | - |
| 1 524 | 1 523 | - | - | - | - | - | - | - |

## Lieux et monuments
La commune compte deux monuments historiques :
- L'église paroissiale Saint-Exupère, édifiée aux XIIe, XVe et XVIe siècles, inscrite par arrêté du 20 septembre 1968[30]. Elle contient 58 dalles funéraires de plusieurs familles de la paroisse, notamment Crespel, Rimasson, Brillet et Jolif[31].
- L'ancien château des Fontaines, construit au XVIe siècle et devenu une ferme, dont la cheminée a été inscrite par arrêté du 15 décembre 1926[32].

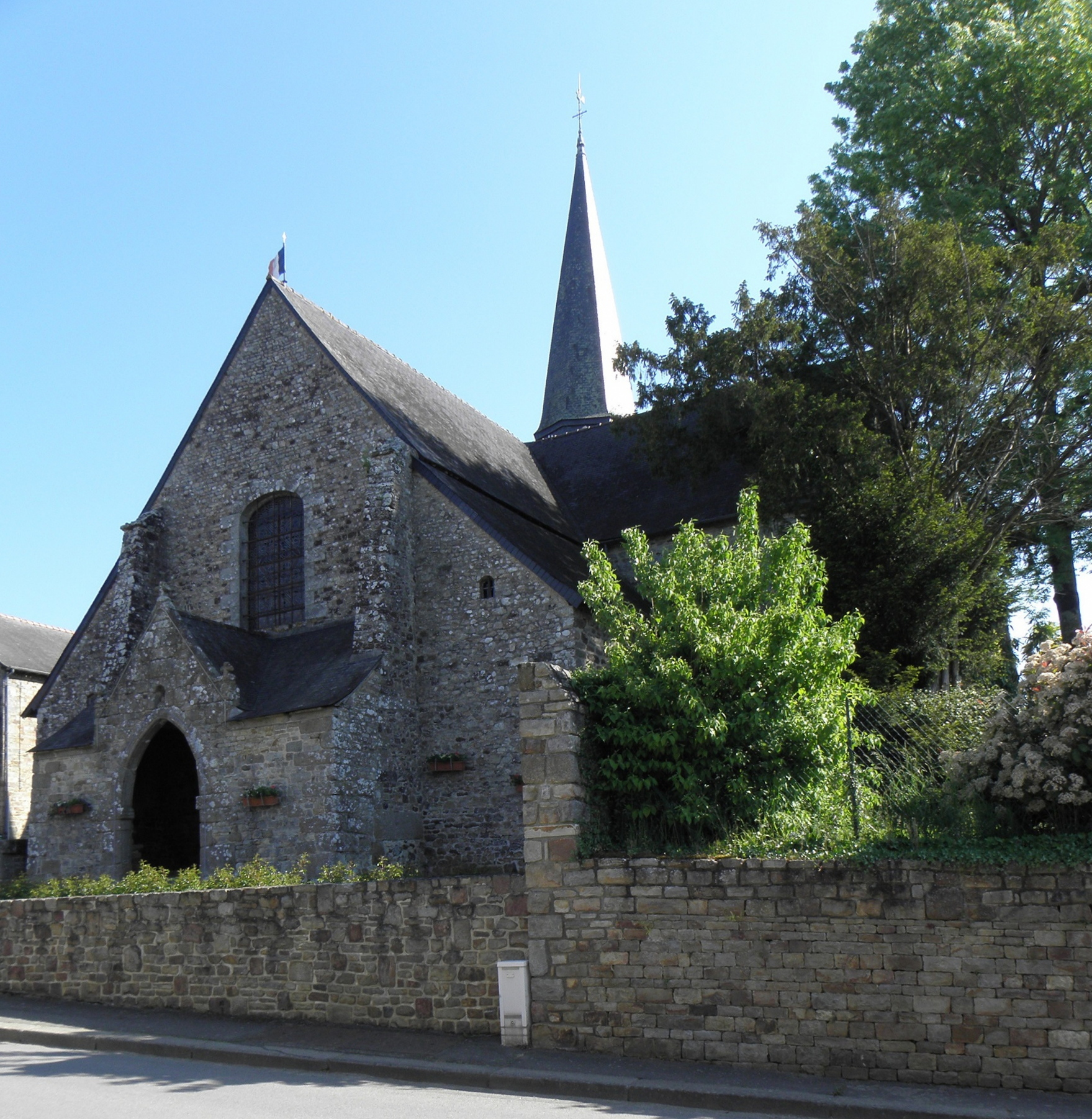
Façade principale de l'église Saint-Exupère.
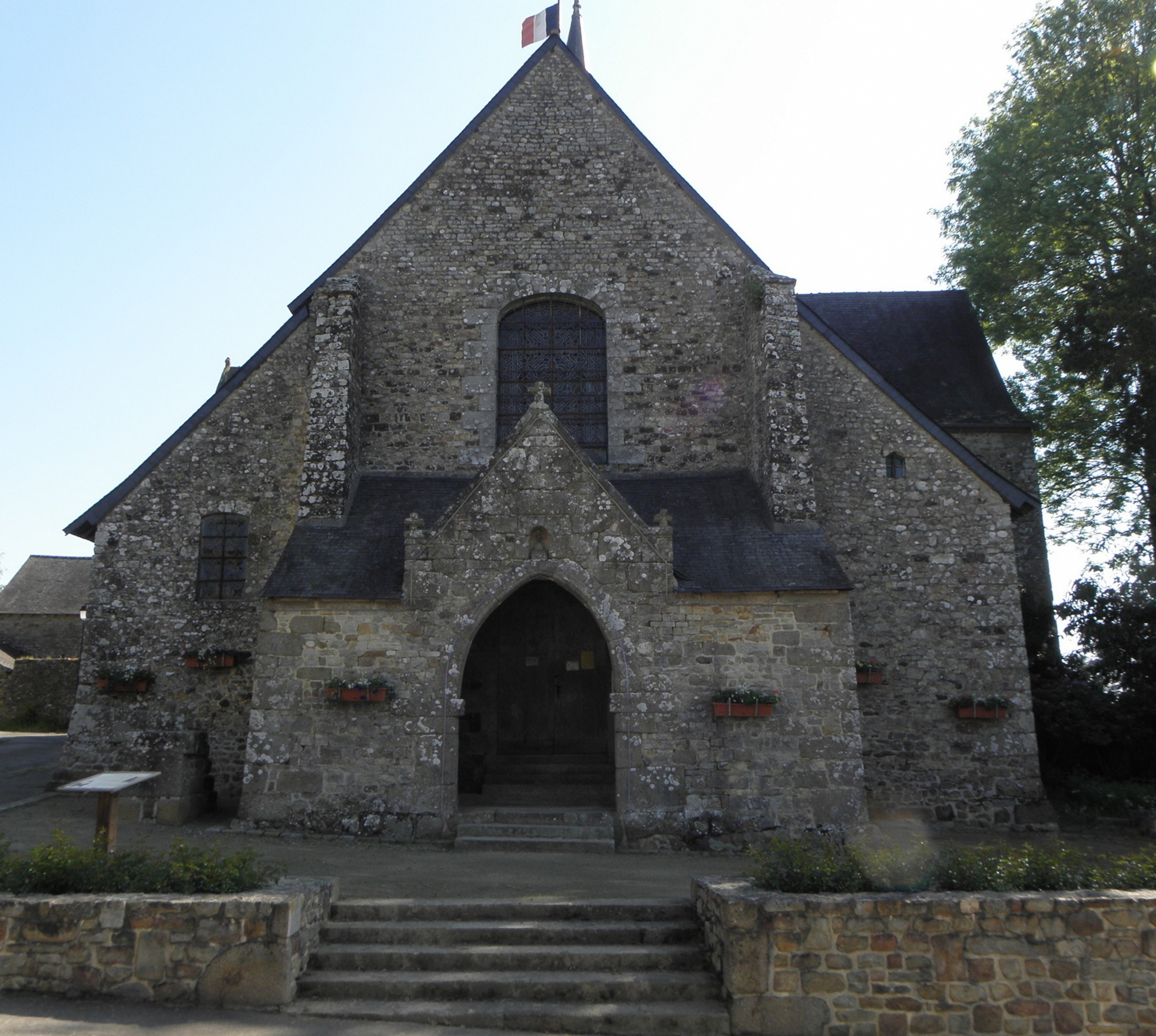
Vue de face de la façade.
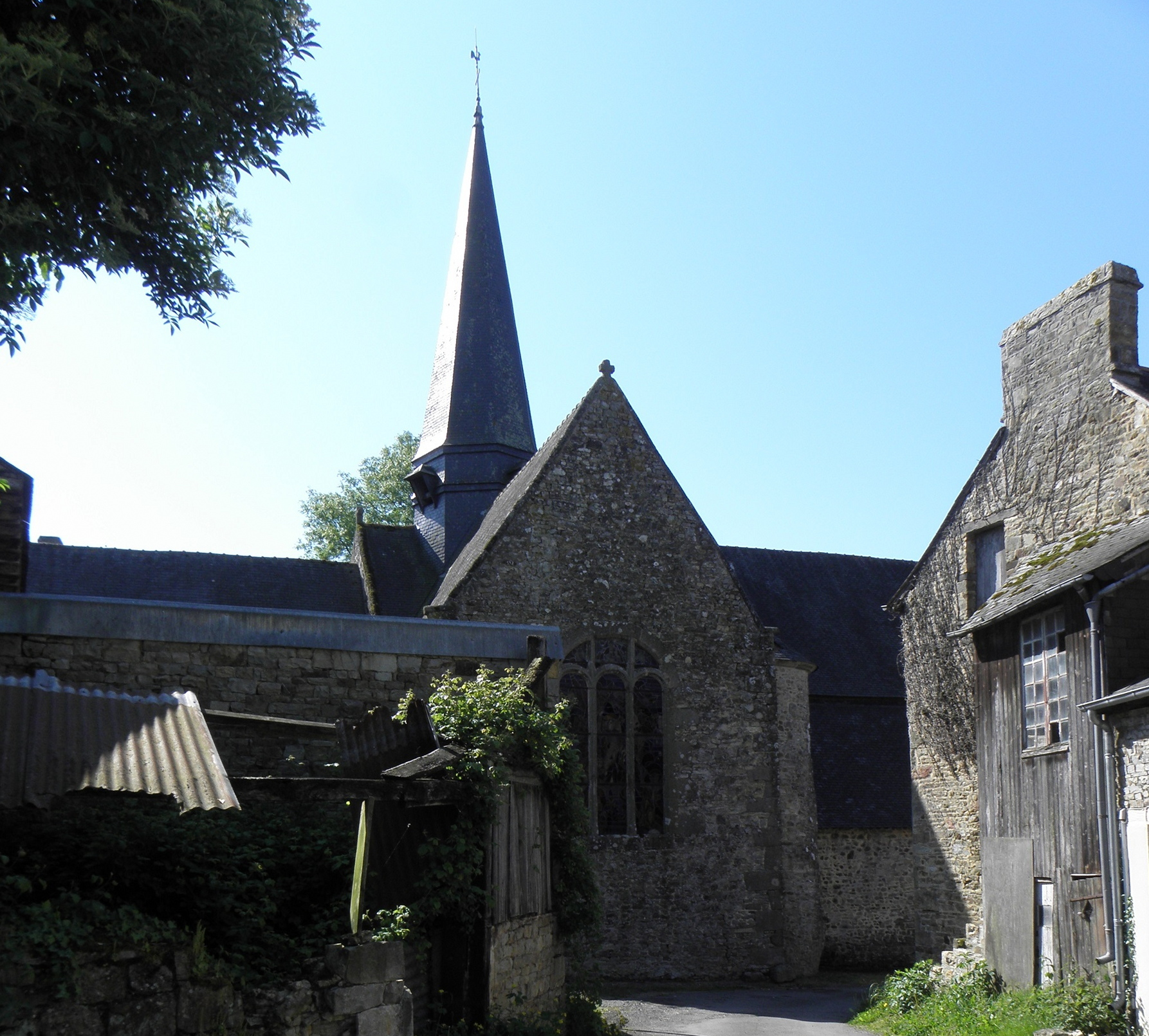
Clocher et croisillon gauche.
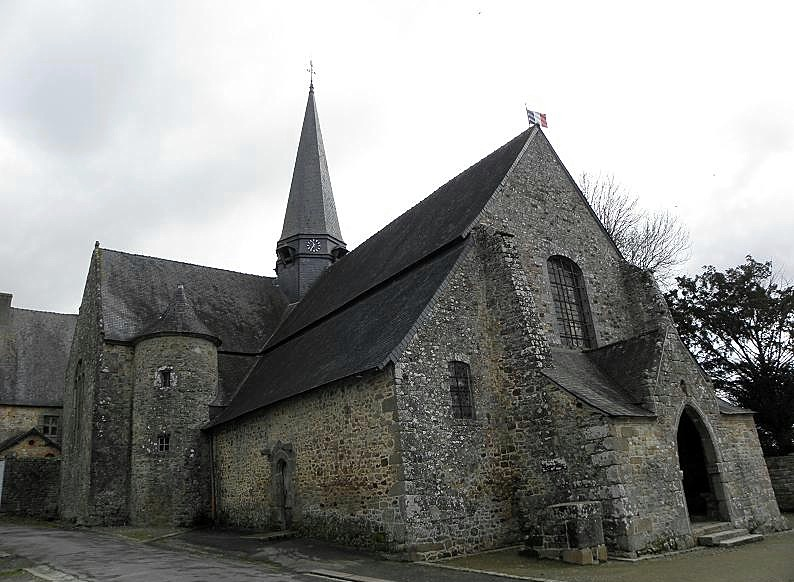
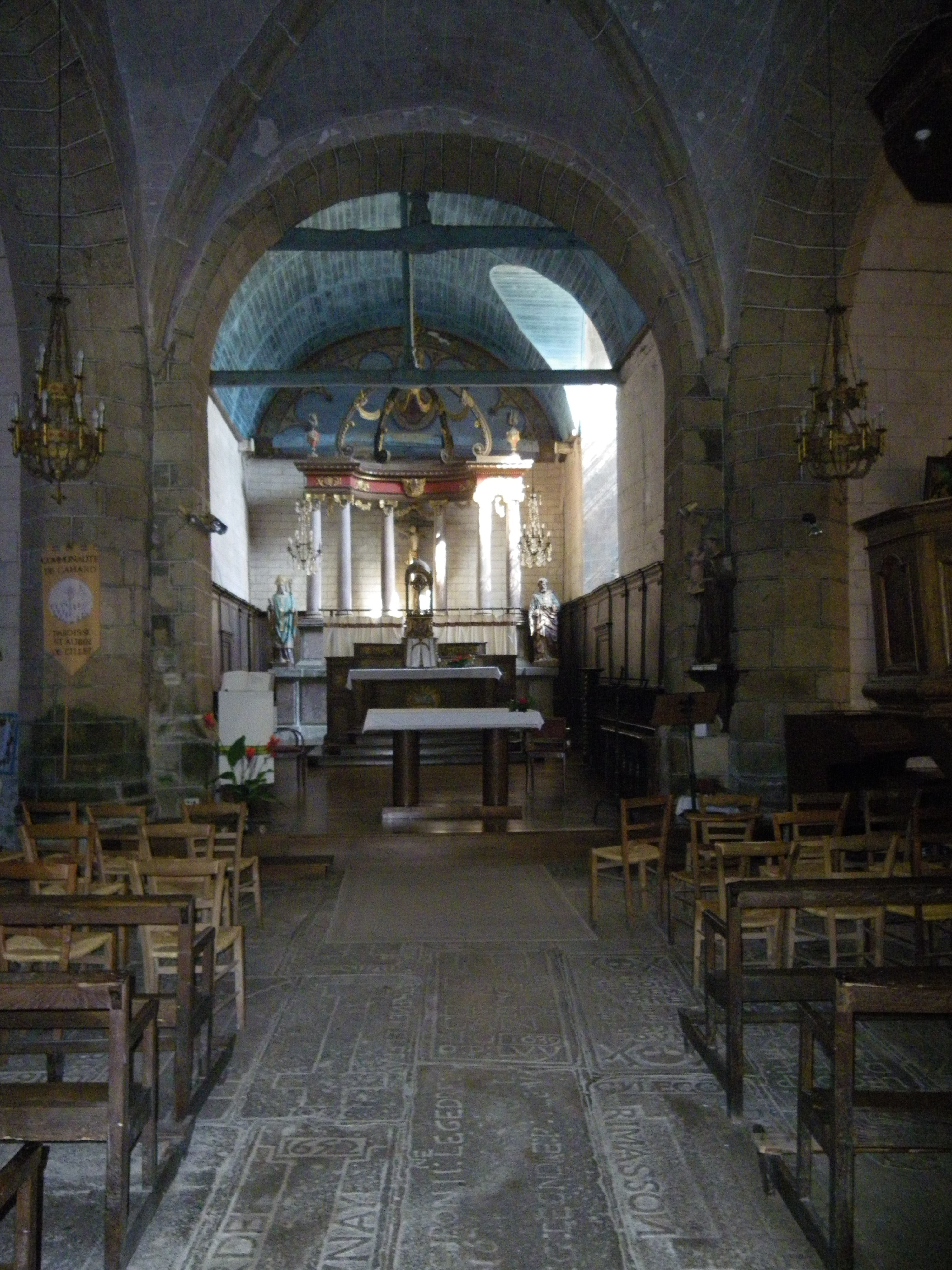

On trouve également un calvaire du XVe siècle dans le cimetière.

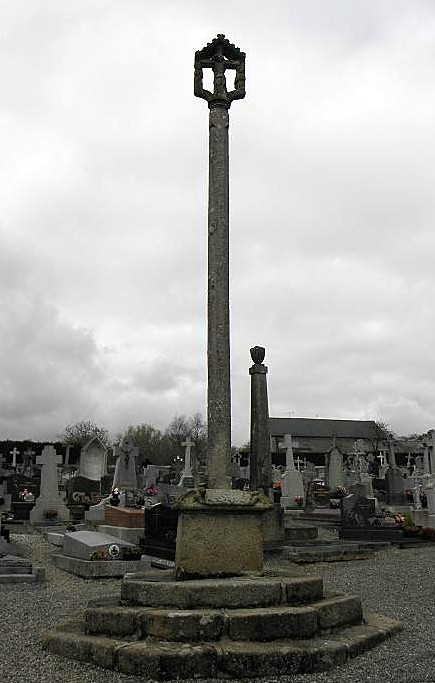
Calvaire du cimetière.
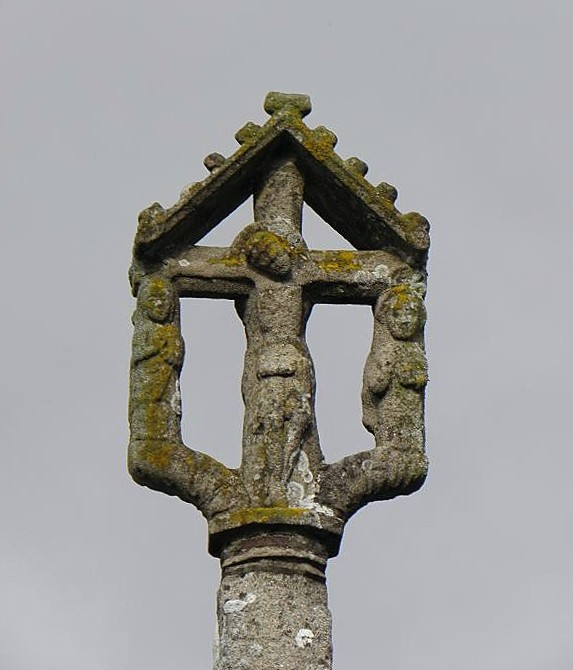
Détail du calvaire du cimetière.

## Personnalités liées à la commune
- Charles d'Espinay, fils de Guy III d'Espinay et de Louise de Goulaine. Il fut évêque de Dol, chantre de Rennes, abbé de l'abbaye de Saint-Gildas-des-Bois, prieur du prieuré Saint-Exupère de Gahard et du prieuré Notre-Dame de Bécherel, abbé commendataire de l'abbaye Notre-Dame du Tronchet. Il décéda le 12 septembre 1591 et fut inhumé dans sa cathédrale de Dol.
- René-Joseph Bertin (1757 à Gahard - 1828), anatomiste et cardiologue.